# Thurlow Bergen
Thurlow Bergen, nato Thurlow Weed Bergen (Saginaw, 14 gennaio 1875 – 1º maggio 1954), è stato un attore statunitense teatrale e cinematografico.
Era sposato con l'attrice Elsie Esmond.

## Filmografia
- The Stain, regia di Frank Powell (1914)
- The Boundary Rider, regia di Leopold Wharton e Theodore Wharton (1914)
- A Change of Heart, regia di Theodore Wharton (1914)
- Il rubino del Rayak (A Prince of India), regia di Leopold Wharton e Theodore Wharton (1914)
- The Fireman & the Girl, regia di Leopold Wharton e Theodore Wharton - cortometraggio (1914)
- The Stolen Birthright, regia di Louis J. Gasnier, Leopold Wharton, Theodore Wharton - cortometraggio (1914)
- Prohibition, regia di Hal Reid (1915)
- The Running Fight, regia di James Durkin (1915)
- The Little Gypsy, regia di Oscar C. Apfel (1915)
- The City, regia di Theodore Wharton (1916)
- The Lottery Man, regia di Leopold Wharton e Theodore Wharton (1916)
- A Woman's Fight, regia di Herbert Blaché (1916)
- The Love Auction, regia di Edmund Lawrence (1919)
- The Lure of Ambition, regia di Edmund Lawrence (1919)
- Blind Love, regia di Oliver D. Bailey (1920)